# Patrick Haider
Patrick Haider (* 26. März 1989) ist ein ehemaliger österreichischer Fußballtorwart, der seit dem Ende seiner Laufbahn als Fußballspieler auch als Torwarttrainer arbeitet.

## Karriere
Haider begann seine Karriere beim SK Sturm Graz. Zur Saison 2004/05 wechselte der damals 15-Jährige zum sechstklassigen SVU Liebenau. Während dieser Zeit absolvierte er auch eine Ausbildung zum Versicherungskaufmann, die ihn unter anderem auch an die Landesberufsschule Feldbach führte. Parallel zu seinen frühen Einsätzen in der Unterliga kam er für den Klub jedoch auch noch im vereinseigenen Nachwuchs zum Einsatz. Zur Saison 2007/08 wurde er an den Regionalligisten USV Allerheiligen verliehen. Für Allerheiligen kam er jedoch zu keinem Einsatz und kehrte nach einem halben Jahr im Jänner 2008 nach Liebenau zurück.
Im Jänner 2009 wechselte er zum fünftklassigen SV Thal. In fünfeinhalb Saisonen in der Oberliga absolvierte Haider 145 Ligaspiele. Zur Saison 2015/16 wechselte er zum Regionalligisten SC Kalsdorf. Für Kalsdorf kam er aber zu keinem Einsatz.
Nach einem halben Jahr bei Kalsdorf wechselte er im Jänner 2016 zum sechstklassigen Grazer AK. Mit dem GAK stieg er innerhalb von zwei Saisonen in die Landesliga auf. Sein erstes Spiel in der vierthöchsten Spielklasse absolvierte er im Juli 2017 gegen den SC Liezen. In der Saison 2017/18 absolvierte er alle 30 Spiele in der Landesliga, in der man in jener Saison Meister werden konnte und somit auch in die Regionalliga aufstieg. Sein Debüt in der Regionalliga gab er im Juli 2018 gegen den TuS Bad Gleichenberg. In der Saison 2018/19 absolvierte er 26 Regionalligaspiele. Mit dem GAK konnte er in jener Spielzeit zum vierten Mal in Folge Meister werden und somit auch in die 2. Liga aufsteigen.
Im Juli 2019 debütierte er in der zweithöchsten Spielklasse, als er am ersten Spieltag der Saison 2019/20 gegen den Floridsdorfer AC in der Startelf stand. In der Winterpause jener Saison beendete er seine Karriere im Alter von 30 Jahren. Im Sommer 2021 wurde er noch einmal reaktiviert und absolvierte bis zur Winterpause 2021/22 13 der 15 Meisterschaftsspiele des SV Wildon in der viertklassigen Landesliga, ehe er wieder in den Ruhestand als Fußballspieler zurückkehrte.
Nachdem er in der Saison 2014/15 seine Lizenzen als Kinder- und Jugendtrainer erhalten hatte, ist er seit der Saison 2020/21 auch im Besitz der ÖFB-Torwarttrainer-C-Lizenz. Eine seiner ersten Trainerstationen war in der Spielzeit 2013/14 im Nachwuchsbereich des SV Thal. Ab dem Sommer 2021 trainierte er als Torwarttrainer die U-11-Mädchenmannschaft der Grazer AK und übernahm in der Winterpause 2021/22 eine Tätigkeit als Torwarttrainer der Herrenmannschaft des Landesligisten SV Lebring. Hauptberuflich ist Haider nebenbei weiterhin in seinem einstigen Lehrberuf als Versicherungskaufmann tätig.